# Kinderheim Deichstraße 66
Das ehemalige Kinderheim Deichstraße 66 im niedersächsischen Nordenham-Blexen im Landkreis Wesermarsch stammt wohl aus dem 20. Jahrhundert.

Aktuell (2023) wird es als Wohnhaus genutzt.
Das Gebäude steht unter Denkmalschutz (siehe auch Liste der Baudenkmale in Nordenham).

## Beschreibung
Das eingeschossige traufständige verputzte Gebäude mit Krüppelwalmdach und mehreren Schleppgauben wurde wohl am Anfang des 20. Jahrhunderts gebaut.
Das Landesdenkmalamt befand zur Bedeutung: „… geschichtlich städtebaulich …“